# والتر بريغز سينيور
والتر بريغز سينيور (بالإنجليزية: Walter Briggs, Sr.)‏ هو رائد أعمال أمريكي، ولد في 27 فبراير 1877 في يبسيلانتي في الولايات المتحدة، وتوفي في 17 يناير 1952.